# 敬覚寺 (練馬区)
敬覚寺（きょうがくじ）は、東京都練馬区にある浄土真宗本願寺派の寺院。同宗派の真龍寺・宝林寺とともに「三軒寺」を称している。

## 概要
1641年（寛永18年）、了玄によって開山された。了玄は、俗名「吉川内蔵之助玄武」という武士で、出家して西本願寺門主良如の弟子になった。元々は江戸青山（現・東京都港区青山）に位置していたが、1657年（明暦3年）の明暦の大火で焼失し、同宗派の築地本願寺の寺中に入り、「敬覚寺」に改称した。その後昭和初期までは、築地本願寺とともに歴史を歩んだ
1923年（大正12年）の関東大震災で焼失し、1928年（昭和3年）に築地本願寺から分かれて、「三軒寺」の他の2寺院とともに現在地に移転した。
その後、「宗祖親鸞聖人七百回大遠忌」に合わせる形で、本堂を鉄筋コンクリート造に改築し、1969年（昭和44年）に落慶法要を行った。

## 交通アクセス
- 西武池袋線石神井公園駅より徒歩20分。
- 石神井公園駅・吉祥寺駅・成増駅などよりバス （西武バス・国際興業バス）「三軒寺」下車